# Au milieu de ma vie
 (août 2017).
Si vous disposez d'ouvrages ou d'articles de référence ou si vous connaissez des sites web de qualité traitant du thème abordé ici, merci de compléter l'article en donnant les références utiles à sa vérifiabilité et en les liant à la section « Notes et références ».
Albums de Garou
Rhythm and Blues
(2012) It's Magic
(2014)
Singles
1. Avancer
Sortie : 16 septembre 2013
2. Du vent des mots
Sortie : janvier 2014

Au milieu de ma vie est le huitième album studio du chanteur québécois Garou, et son neuvième album en tout. Il est sorti le 18 novembre 2013 sur le label Mercury Records.

## Présentation
Au milieu de ma vie est un album de pop française, totalement en français, composé de 14 chansons écrites entre autres par Jean-Jacques Goldman, Francis Cabrel, Gérald de Palmas ou encore Pascal Obispo.
Afin de promouvoir la sortie de ce nouvel album, un premier single, Avancer, est présenté au public le 16 septembre 2013, deux mois avant la sortie officiel de l'opus, disponible sur les plateformes de téléchargement.
Suit, en janvier 2014, un duo avec la chanteuse canadienne, finaliste de l'émission The Voice au Québec (saison 1), Charlotte Cardin, Du vent des mots.
Avec plus de 150 000 exemplaires vendus, Au milieu de ma vie est certifié double disque de platine, le 17 décembre 2013 par le SNEP.

## Liste des titres
| 1.    | Au milieu de ma vie   | 3:10 |
| 2.    | Avancer               | 4:07 |
| 3.    | Toutes mes erreurs    | 2:58 |
| 4.    | La Félure             | 3:36 |
| 5.    | Je lui pardonne       | 3:55 |
| 6.    | Du vent des mots      | 3:13 |
| 7.    | L'Ange gardien        | 3:14 |
| 8.    | Le Blues dans le sang | 4:13 |
| 9.    | Avec elle             | 3:35 |
| 10.   | Seule une femme       | 4:06 |
| 11.   | Tu sais               | 3:23 |
| 39:28 |                       |      |

| Titres bonus - Édition Deluxe digipack (Mercury Records, 18 novembre 2013), | Titres bonus - Édition Deluxe digipack (Mercury Records, 18 novembre 2013), | Titres bonus - Édition Deluxe digipack (Mercury Records, 18 novembre 2013), | Titres bonus - Édition Deluxe digipack (Mercury Records, 18 novembre 2013), | Titres bonus - Édition Deluxe digipack (Mercury Records, 18 novembre 2013), | Titres bonus - Édition Deluxe digipack (Mercury Records, 18 novembre 2013), | Titres bonus - Édition Deluxe digipack (Mercury Records, 18 novembre 2013), | Titres bonus - Édition Deluxe digipack (Mercury Records, 18 novembre 2013), | Titres bonus - Édition Deluxe digipack (Mercury Records, 18 novembre 2013), | Titres bonus - Édition Deluxe digipack (Mercury Records, 18 novembre 2013), |
| No                                                                          | Titre                                                                       | Durée                                                                       |                                                                             |                                                                             |                                                                             |                                                                             |                                                                             |                                                                             |                                                                             |
| --------------------------------------------------------------------------- | --------------------------------------------------------------------------- | --------------------------------------------------------------------------- | --------------------------------------------------------------------------- | --------------------------------------------------------------------------- | --------------------------------------------------------------------------- | --------------------------------------------------------------------------- | --------------------------------------------------------------------------- | --------------------------------------------------------------------------- | --------------------------------------------------------------------------- |
| 12.                                                                         | Ton paysage                                                                 | 3:43                                                                        |                                                                             |                                                                             |                                                                             |                                                                             |                                                                             |                                                                             |                                                                             |
| 13.                                                                         | Le Chaînon manquant                                                         | 3:18                                                                        |                                                                             |                                                                             |                                                                             |                                                                             |                                                                             |                                                                             |                                                                             |
| 14.                                                                         | Des villes et des visages                                                   | 3:46                                                                        |                                                                             |                                                                             |                                                                             |                                                                             |                                                                             |                                                                             |                                                                             |
| 50:15                                                                       |                                                                             |                                                                             |                                                                             |                                                                             |                                                                             |                                                                             |                                                                             |                                                                             |                                                                             |